# 傑克·佩恩 (足球運動員)
傑克·斯蒂芬·佩恩（英語：Jack Payne；1991年12月5日—）是一位英格蘭足球運動員。在場上的位置是中場。他現在效力於英格蘭足球甲級聯賽球隊彼得伯勒聯足球俱樂部。

## 外部連結
- 足球数据库：傑克·佩恩的球员统计数据